# Fabian Kirner
Fabian Kirner (* 7. Juli 1978) war Chief Creative Officer Deutschland der Grey Global Group und Mitglied im Art Directors Club für Deutschland.

## Leben
Kirner begann 1998 ein Praktikum bei Arnold’s Advertising in Boston. Zurück in Deutschland, arbeitete er unter anderem bei Jung von Matt und stieg zum Art Director auf. 2004 wechselte er zu BBDO und 1½ Jahre später zur Agentur DDB Worldwide. Ein weiterer Wechsel zu TBWA machte ihn 2008 zu einem der jüngsten Creative Directors in Deutschland. Von 2013 bis 2019 war Kirner Chief Creative Officer der Grey Germany.
Ende 2019 verließ Fabian Kirner Grey Germany und gründete mit zwei Partnern, Kim Florio und Daniel Biallowons die Kreativagentur "Haus am See". Aufgrund einer Namensgleichheit mit einem Wettbewerber wurde das Unternehmen kurz nach der Gründung in "The Lakehouse" umbenannt.